# JBoss Portal
JBoss Portal ist eine Open-Source-Implementierung eines Portals für den JBoss Application Server (WildFly). Sie setzt die Java Portlet API-Spezifikation JSR-168 um. Die Software ist kostenlos auf der JBoss-Homepage erhältlich.
Ursprünglich hieß das Produkt JBoss Nukes, wurde dann aber mit der aktuellen Version 2.0 auf JBoss Portal umbenannt.
Inzwischen wird das Portal nicht mehr weiterentwickelt. Die Zukunft heißt "GateIn". 